# Bătălia navală de la Abukir
Bătălia navală de la Abukir a avut loc pe 1 și 2 august 1798 în Golful Abukir, situat la 15 km nord-est de Alexandria. În această bătălie flota de război britanică sub conducerea amiralului Horatio Nelson, a învins flota franceză a lui Napoleon, care a întreprinsese o expediție militară în Egipt și Siria. Cu această victorie, Marea Britanie și-a asigurat supremația pe Marea Mediterană. Bătălia a marcat triumful marinei britanice și începutul legendei lui Nelson, care a fost pus în scenă drept „Salvatorul Europei”.

## Context
În urma victoriilor lui Napoleon Bonaparte asupra Imperiului Austriac în nordul Italiei,  în Războiul Primei Coaliții din 1797, Marea Britanie a rămas singura mare putere în război cu Franța. În 1798, Franța planifică o invazie a Egiptului cu scopul de a contracta rute comerciale și a amenința posesia Marii Britanii în India. Directoratul francez, evaluează o serie de strategii pentru a elimina amenințarea britanică, printre care o invazie a Irlandei și a Marii Britanii și expansiunea Marinei Franceze pentru a provoca Marina Britanică. În ciuda eforturilor considerabile ale francezilor, controlul britanic asupra apelor din nordul Europei face ca ambițiile franceze să fie impracticabile în viitorul apropiat, iar Marina Britanică controlează Oceanul Atlantic. Cu toate acestea, Marina Franceză domină Marea Mediterană, după retragerea flotei britanice în urma declanșării războiului dintre Marea Britanie și Spania, în 1796. Acest lucru îi permite lui Napoleon să propună o invazie a Egiptului drept alternativă a unei confruntări directe cu Marea Britanie, crezând că britanicii sunt prea distrași de iminenta revoltă irlandeză, pentru a interveni în Marea Mediterană. Napoleon credea că prin stabilirea unei prezențe permanente în Egipt (parte nominală a Imperiului Otoman în acea vreme neutru), francezii ar obține o bază în vederea viitoarelor operațiuni împotriva Indiei Britanice. Campania ar întrerupe comunicarea dintre Marea Britanie și India, care reprezenta o parte esențială a Imperiului britanic și al cărei comerț finanța războiul împotriva Franței. Directoratul aprobă planurile lui Bonaparte, un factor important al acestei decizii fiind dorința de a-l vedea pe ambițiosul Bonaparte și pe veteranii loiali lui cât mai departe de Franța. În primăvara anului 1798, Bonaparte adună mai mult de 35000 de soldați în sudul Franței și în Italia și asamblează o puternică flotă la Toulon. Formează de asemenea Comisia de Știință și Artă, compusă din oameni de știință și ingineri, pentru a ajuta înaintarea armată și a facilita logistica militară. Destinația expediției este menținută secretă; cea mai mare parte a ofițerilor nu cunosc scopul misiunii, iar Bonaparte nu dezvăluie obiectivul până nu termină toate pregătirile.

### Campania în Marea Mediterană

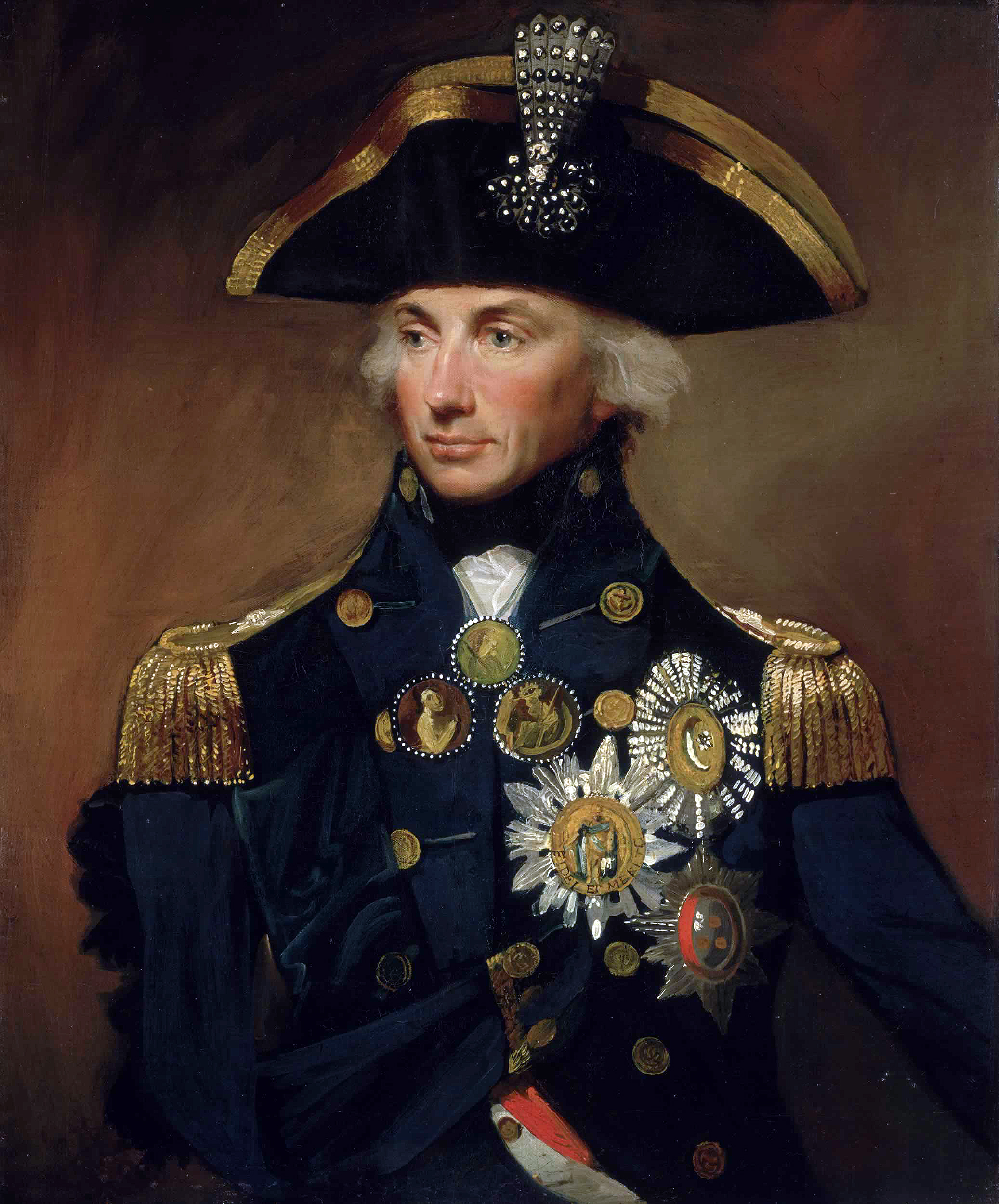
Horatio Nelson de Lemuel Francis Abbot, 1800. Portretul se află la National Maritime Museum

Flota lui Bonaparte părăsește Toulon la 19 martie 1798 și avansează rapid în Marea Ligurică, unde la Genova i se alătură mai multe nave, înainte de a naviga spre sud, de-a lungul Sardiniei și de a sosi în Sicilia în 7 iunie. La 9 iunie flota sosește la Malta, care în acea vreme aparținea Cavalerilor Sfântului Ioan de Ierusalim, conduși de Marele Maestru Ferdinand von Hompesch zu Bolheim. Bonaparte cere să i se permită intrarea în portul fortificat din Valletta, iar la refuzul cavalerilor, ordonă invazia insulelor. După mai puțin de 24 de ore de lupte sporadice, Bonaparte acceptă capitularea cavalerilor, în schimbul unor mari compensații financiare. Cavalerii se predau în mod oficial în 12 iunie și îi înmânează lui Bonaparte controlul asupra insulelor, a proprietăților lor și cel mai important, asupra bisericii catolice din Malta. După ce își aprovizionează navele, Napoleon pleacă spre Alexandria în direcția Cretei, lăsând la Valletta 4000 de soldați sub comanda generalului Claude-Henri Vaubois, pentru a asigura controlul francez asupra insulelor.
În timp ce Bonaparte se îndrepta spre Malta, Marina Britanică revine în Marea Mediterană după mai bine de un an. Alarmat de rapoartele despre pregătirile franceze de pe coasta mediterană, Lordul Spencer îi trimite un mesaj vice-amiralului John Jervis, comandant al flotei mediteraneene pe râul Tajo, cerându-i să detașeze o escadră pentru a investiga situația. Escadra, formată din trei nave de linie și trei fregate, este încredințată vice-amiralului Horatio Nelson.
Nelson este un comandant extrem de experimentat, care pierduse un ochi luptând în Corsica, în 1794 și care se făcuse remarcat în bătălia de la capul Saint-Vincent în 1797, unde capturase două nave spaniole. În iulie 1797, în bătălia de la Santa Cruz de Tenerife își pierduse un braț și fusese forțat să se întoarcă în Marea Britanie pentru a se restabili. Reîntors la baza flotei de pe râul Tajo în aprilie 1798, primește ordinul de a lua comanda escadrei staționate în Gibraltar și de a naviga în Marea Ligurică. În 21 mai, escadra lui Nelson sosește la Toulon, unde este lovită de o furtună violentă, care aproape distruge nava amiral HMS Vanguard. Restul escadrei este risipit; navele de linie găsesc refugiu lângă insula San Pietro, în largul Sardiniei, iar fregatele sunt împinse spre vest și nu reușesc să se întoarcă.
În 7 iunie, după ce nava amiral Vanguard este reparată în grabă, o flotă formată din 10 nave de linie și un mic vas de 50 de tunuri, sosește la Toulon. Flota este condusă de căpitanul Thomas Thoubridge și a fost trimisă de John Jervis, cu ordinul de a urmării și intercepta flota franceză. Chiar dacă Nelson are acum nave suficiente pentru a înfrunta flota francezilor, se confruntă cu două probleme: nu are nici o informație despre destinația francezilor și nu deține nici o fregată, pentru a o trimite în recunoaștere înaintea flotei sale. Îndreptându-se spre sud în speranța că va obține informații despre deplasarea francezilor, flota lui Nelson se oprește în Insula Elba și la Neapole, unde ambasadorul britanic William Hamilton, îi spune că flota franceză trecuse de Sicilia în direcția insulei Malta. Regele Ferdinand I al celor două Sicilii refuză să-i împrumute fregatele sale lui Nelson, de teama represaliilor francezilor. În 22 iunie Nelson întâlnește un bric ce se îndreaptă spre Ragusa și află că francezii părăsiseră Malta în 16 iunie și se îndreptau spre est. După ce discută cu căpitanii săi, Nelson decide că destinația francezilor trebuie să fie Egiptul și pornește în urmărirea lor. Dar în mod eronat crede că francezii au un avans de cinci zile,(de fapt avea un avans de două zile) și ordonă o rută directă spre Alexandria. În seara zilei de 22 iunie, flota engleză depășește lentul convoi francez în întuneric, fără să realizeze că se află atât de aproape de ținta sa. Alegând o rută directă mai rapidă, Nelson sosește în Alexandria în 28 iunie și descoperă că francezii nu se află acolo. După o întâlnire cu comandantul otoman Sayyid Muhammad Kurayyim, care se arată suspicios, Nelson ordonă flotei britanice să se îndrepte spre nord și ajung pe coasta Anatoliei în 4 iulie, înainte să se întoarcă spre vest, înapoi spre Sicilia. Nelson a ratat flota franceză cu mai puțin de o zi: cercetașii francezi sosesc la Alexandria în seara zilei de 29 iunie. Îngrijorat de întâlnirea apropiată cu Nelson, Bonaparte ordonă invazia imediată și, în debarcarea prost organizată, cel puțin 20 de oameni s-au înecat. Mergând de-a lungul coastei, armata franceză ia cu asalt Alexandria și cucerește orașul, apoi Bonaparte își trimite armata spre interiorul țării. Îi cere vice-amiralului François 

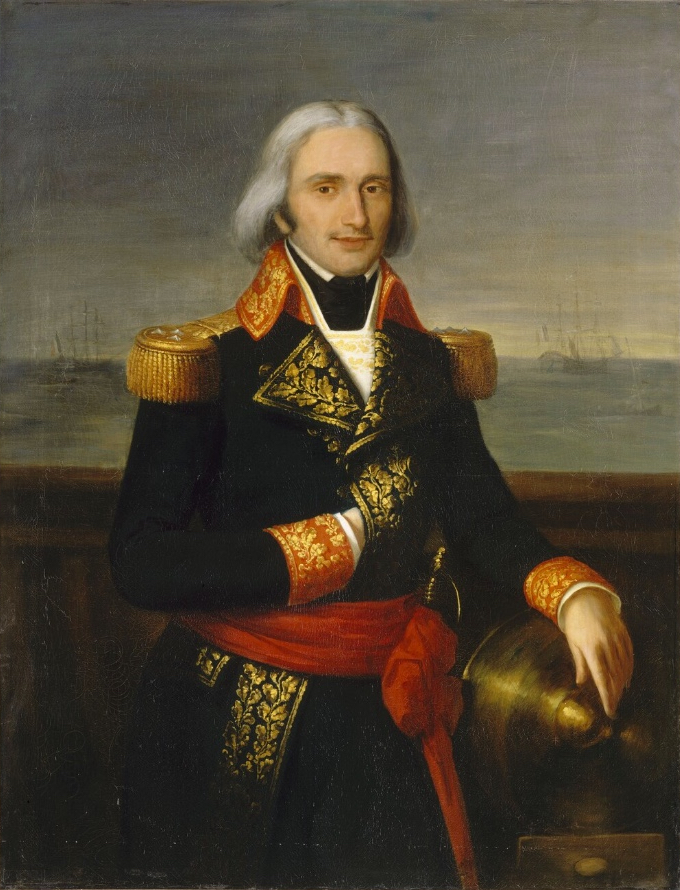
François Paul de Brueys d'Aigalliers, portret de un artist necunoscut, Versailles

Paul de Brueys d'Aigalliers să ancoreze flota în portul Alexandriei, dar canalul este prea îngust și insuficient de adânc, pentru navele mai mari ale flotei franceze. În consecvență, un loc de ancorare alternativ este găsit în Golful Abukir, la 32 de kilometri nord-est de Alexandria.
Flota Britanică sosește la Siracuza, în Sicilia în 19 iulie și se aprovizionează. Nelson scrie scrisori despre evenimentele lunilor precedente "Este un vechi proverb, "copiii diavolului, au norocul diavolului". Eu nu pot ști , nu pot descoperi, în afară de câteva vagi presupuneri, unde a plecat flota franceză. Tot ghinionul meu, până în prezent, este un rezultat al lipsei fregatelor. Până în 24 iulie flota sa este reaprovizionată și, stabilind că francezii trebuie să fie undeva în estul Mării Mediterane, Nelson se îndreaptă spre Peloponez. Sosește în 28 iulie la Koroni, unde află despre atacul francez din Egipt și pleacă imediat spre sud. Două nave cercetașe, HMS Alexander și HMS Swiftsure, descoperă portul Alexandria plin cu nave franceze de toate tipurile, în după-amiaza zilei de 1 august. Flota de război a lui Brueys nu poate fi departe.

### Golful Abukir

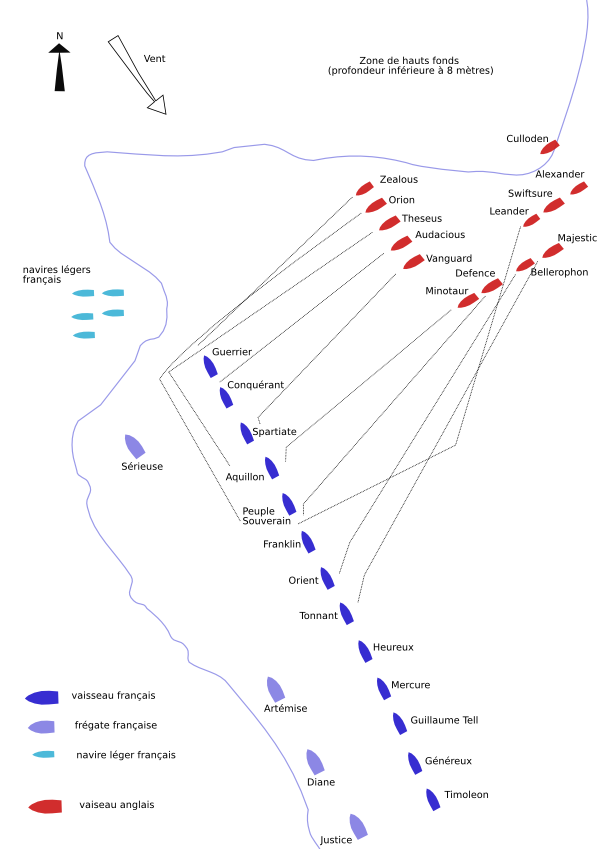
Harta bătăliei de la Aboukir 1798. Navele franceze sunt de culoare albastră, fregatele franceze mov, iar navele britanice roșii.

Deoarece portul Alexandria nu era adaptat flotei sale, Brueys și-a adunat căpitanii pentru a dezbate alte opțiuni. Bonaparte ordonă să arunce ancora în golful Abukir, un golf puțin adânc și expus, dar sugerează că dacă golful este prea periculos, să se îndrepte spre insula Corfu, lăsând la Alexandria doar câteva nave ușoare. Brueys refuză, fiind de părere că flota sa poate oferi un ajutor substanțial armatei franceze terestre și își cheamă comandanții la bordul navei sale amiral cu 120 tunuri,L'Orient, pentru a discuta ce ar fi de făcut în cazul în care Nelson descoperă flota ancorată. În ciuda opoziției contraamiralului Armand Blanquet du Chayla, care insistă că flota ar răspunde mai bine unui atac în ape deschise, ceilalți căpitani sunt de acord că o linie de luptă în interiorul golfului reprezintă cea mai bună tactică pentru a-l înfrunta pe Nelson. Este posibil ca Bonaparte să fi avut în vedere golful Abukir pentru o ancorare temporară: în 27 iunie își exprima speranța că navele au fost transferate la Alexandria, iar trei zile mai târziu, dădea ordin ca flota să se îndrepte spre Corfu, pentru pregătirea operaților navale împotriva teritoriilor otomane din Balcani, dar mesagerii care transportau instrucțiunile au fost interceptați și uciși de către partizanii beduini. Golful Abukir este o adâncitură costieră de 30 de kilometri, extindere a satului Abukir, la vestul orașului Rosetta și la est de gura de vărsare în Marea Mediterană, a unuia din brațele Nilului. În 1798, golful era protejat la proximitatea vestică de bancuri stâncoase de 4,8 kilometri, formând un promontoriu protejat de castelul Abukir. Bancul era protejat și de un mic fort pe insula Abukir Fortul era ocupat de francezi, care dispuneau de patru tunuri și două mortiere. Brueys întărește apărarea portului cu vase bombă și canoniere, care sunt ancorate între stânci pentru a oferi sprijin liniei franceze. Alte recife sunt dispersate în partea de sud a insulei, formând un arc de cerc la circa 1500 de metri de țărm. Apa este prea mică pentru a permite trecerea  navelor de război mai mari, astfel Brueys ordonă celor treisprezece nave de linie, să formeze o linie de luptă după marginea de nord-est a bancurilor, în partea de sud a insulei, poziție care permite navelor să debarce proviziile pe partea babord, acoperind debarcarea cu bateriile de la tribord. Ordinele impuneau ca fiecare navă să se lege cu cabluri puternice la pupa și la prora de nava vecină, transformând astfel linia într-o barieră practic de neînvins. Brueys poziționează o a doua linie internă formată din patru fregate, la aproximativ 320 de metri la vest de linia principală, la jumătatea drumului dintre linie și coastă. Avangarda linie franceze este condusă de Guerrier, poziționat la 2200 metri sud de insula Abukir și la 910 metri de extremitatea recifelor ce înconjurau insula. Navele franceze sunt distanțate la intervale de 150 de metri și întreaga linie are 2600 de metri, cu nava-amiral L'Orient în centru și cu două nave de 80 de tunuri ancorate în față și în spate. Ariergarda liniei este comandată de contraamiralul Pierre Charles Silvestre de Villeneuve, la bordul lui Guillaume Tell.
Poziționând navele sale în acest fel, Brueys speră că britanicii vor fi forțați de prezența recifelor, să atace navele puternice centrale, permițând astfel avangardei să profite de vântul predominant din nord-est pentru a contraataca navele britanice. Cu toate acestea a făcut o eroare gravă: era suficient spațiu între Guerrier și recife, care permitea trecerea unei nave inamice, expunând astfel avangarda unui tir încrucișat. Dispunerea lui Brueys are un alt punct slab, spațiul de 150 de metri dintre nave este suficient de larg pentru a permite ruperea liniei franceze de către navele britanice. În plus, nu toți căpitanii au executat ordinul de a lega navele vecine între ele cu cabluri, ceea ce ar fi împiedicat o astfel de manevră. Problema este agravată de ordinul de a arunca ancora doar la prora, ceea ce a permis navelor să se balanseze din cauza vântului, lărgind golurile dintre ele. Ceea ce în același timp creează zone neacoperite de flancul navelor. Francezii au pregătit navele doar pentru lupta la tribord, de unde se așteptau să fie atacați, partea dinspre uscat nefiind pregătită de luptă. Partea babord a navelor nu are tunurile pregătite pentru luptă și diverse elemente stocate, blochează accesul la ele.
O problemă mai presantă a lui Brueys este lipsa de apă și de hrană pentru flota sa, deoarece Bonaparte descărcase aproape toate proviziile ce se găseau la bord. Pentru a remedia acest lucru, Brueys a trimis echipe de 25 de oameni de pe fiecare vas de-a lungul coastei, pentru a rechiziționa alimente, a săpa puțuri și a colecta apă. Datorită atacurilor repetate ale partizanilor beduini, fiecare din aceste echipe are nevoie de escorte armate până în dinți. Prin urmare, aproape o treime din marinari nu se găseau la bordul navelor. Brueys îi scrie o scrisoare ministrului marinei Étienne Eustache Brux raportând: "Echipajele noastre sunt slabe ca număr și calitate; navele noastre sunt în general prost armate și găsesc că este nevoie de curaj pentru a conduce o flotă așa de rău utilată".

### Sosirea lui Nelson

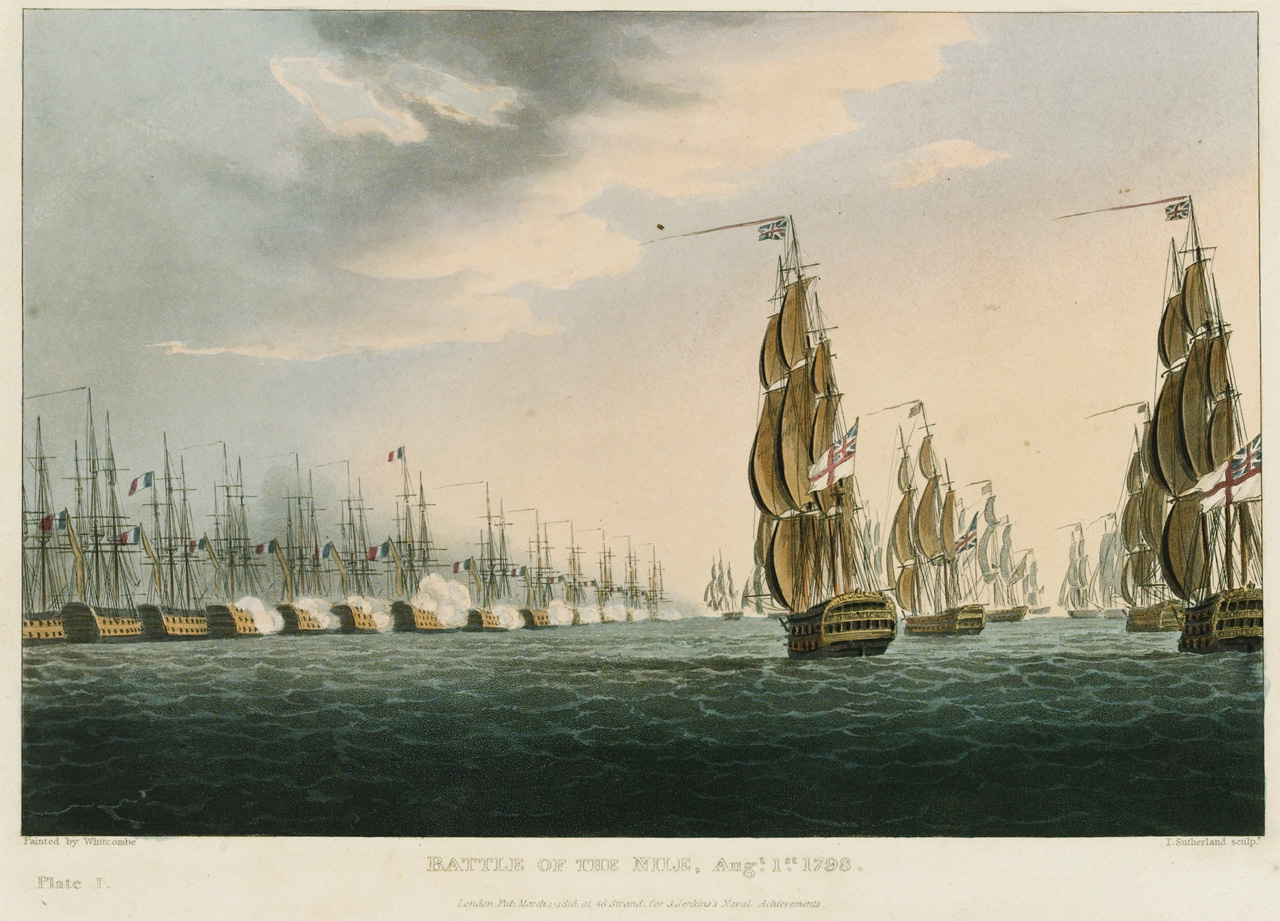
Bătălia de pe Nil 1 august 1798 de William Whitcombe, 1816, National Maritime Museum. Flota britanică se îndreaptă spre linia franceză.

Deși inițial este dezamăgit că flota franceză nu se găsește la Alexandria, Nelson știe că trebuie să fie în apropiere. La ora 14, în 1 august, observatorii de pe HMS Zealous indică că flota franceză este ancorată în golful Abukir, dar căpitanul său greșește când  semnalizează și îi indică lui HMS Goliath, prezența a 16 nave de linie în loc de 13. În același moment, iscoadele franceze de pe Heureux, a noua navă de linie franceză, observă flota britanică la aproximativ 17 kilometri de intrarea în golf. Francezii reperează inițial doar 11 nave britanice, deoarece HMS Swiftsure și HMS Alexander nu reveniseră din misiunea de recunoaștere la Alexandria și se află la 5.6 kilometri spre vest de restul flotei și nu sunt vizibili. HMS Culloden comandată de Toubridge, se află de asemenea la o oarecare distanță de flota principală, tractând o navă comercială capturată. La vederea francezilor, Toubridge abandonează nava și face eforturi susținute pentru a-l ajunge pe Nelson. Având mulți marinari pe țărm, Brueys nu trimisese fregatele cercetaș să investigheze, o altă greșeală gravă și a fost pus în imposibilitatea de a răspunde apariției bruște a britanicilor. În timp ce navele sale se pregătesc pentru luptă, le ordonă căpitanilor săi să se adune pe L'Orient, pentru o conferință și trimite după oamenii de pe uscat, chiar dacă cei mai mulți nu s-au întors până la începutul luptei. Pentru a-i înlocui, mulți oameni sunt detașați de pe fregate și repartizați pe navele de linie. La ora 16, HMS Alexander și HMS Swiftsure sunt reperate, dar se află la câțiva kilometri de flota principală, iar Brueys ordonă să ridice ancorele și să se angajeze în luptă cu inamicul. Dar Blanquet remarcă că nu sunt destui marinari pentru a încărca tunurile și a manevra navele. Nelson ordonă navelor sale din frunte să încetinească, pentru a permite flotei britanice să abordeze într-o formație organizată. Acest fapt îl face pe Brueys să creadă că britanicii nu se vor angaja în luptă seara, în ape închise și anulează ordinul de a naviga. Brueys, poate speră că această întârziere îi va permite să se strecoare dincolo de britanici în timpul nopții și să urmeze ordinul lui Bonaparte de a nu se angaja într-o luptă directă cu britanicii, dacă aceasta va putea fi evitată.
Nelson își încetinește flota, pentru a permite navelor sale să instaleze arcuri pe lanțurile de ancorare, un sistem de fixare a ancorei ce mărește stabilitatea și permite navei să-și orienteze bordul lateral, rămânând staționară. Acest lucru crește de asemenea manevrabilitatea și reduce riscul de a fi victima unui foc defilat. Planul lui Nelson, pregătit în timpul întoarcerii din Alexandria, era de avansa spre linia franceză și de a o traversa, astfel ca fiecare navă franceză să fie nevoită să înfrunte două nave britanice. Direcția vântului, arăta că ariergarda francezilor va avea probleme în a se alătura luptei și va fi separată de partea din față a liniei. Pentru a se asigura că în fumul și confuzia din timpul bătăliei nocturne navele sale nu vor deschide accidental focul una asupra alteia, Nelson ordonă ca fiecare navă să aprindă patru lămpi la prora și pe catarg și să ilumineze un pavilion White Ensign, suficient de divers față de pavilionul francez. În timp ce nava lui se pregătește pentru luptă, Nelson organizează o ultimă cină cu ofițerii pe HMS Vanguard și spune "Mâine, înainte de această oră, voi câștiga rangul de pair, sau un loc la Westminster Abbey", aluzie la locul unde sunt înmormântați eroii militari britanici.

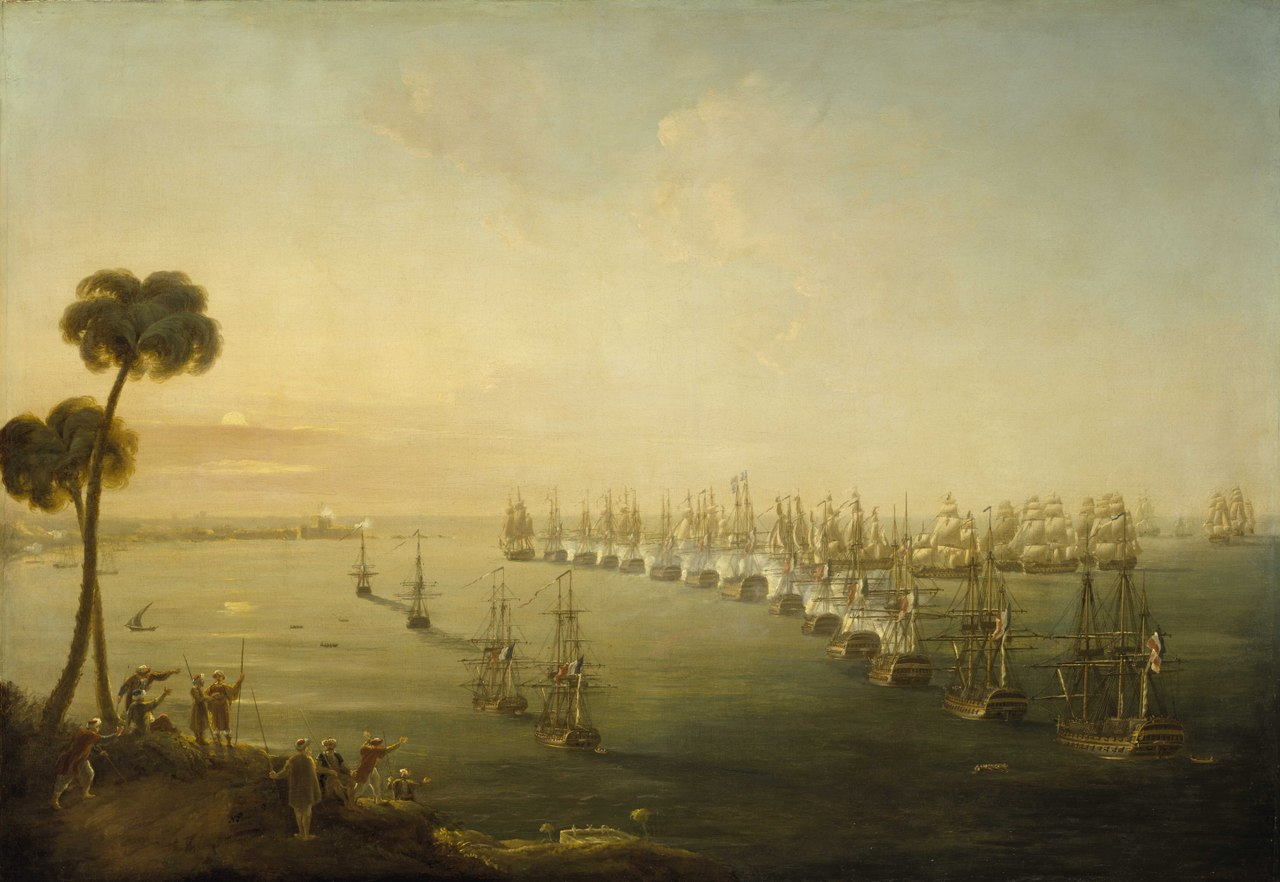
Bătălia de pe Nil, 1 august 1798 de Nicholas Pocock, National Maritime Museum

La scurt timp după ce ordinul francez de a naviga este abandonat, flota britanică începe să se apropie rapid. Brueys, temându-se acum de un atac nocturn, ordonă ca toate navele să plaseze arcuri pe lanțurile ancorelor și să se pregătească de luptă. El trimite canoniera Alerte înainte, care trece în apropiere de cele mai importante nave britanice, apoi virează brusc spre vest, în speranța că navele britanice o vor urma. Niciunul din căpitanii lui Nelson nu mușcă momeala și flota britanică își urmează cursul. La 17.30, Nelson salută una din cele două nave aflate la conducere, HMS Zealous, sub conducerea căpitanului Samuel Hood, care se întrecea cu HMS Goliath, pentru a deschide prima focul asupra francezilor. Nelson îi dă ordin lui Hood să găsească cea mai sigură cale de a ajunge în radă; britanicii nu dețin nici un fel de informații despre adâncimea apelor, cu excepția unei schițe pe care HMS Swiftsure o obținuse de la un căpitan comerciant, un atlas britanic inexact la bordul lui HMS Zealous și o hartă franceză veche de 35 de ani, la bordul lui HMS Goliath. Hood răspunde că va sonda profunzimea apelor și că va înainta cu precauție. La scurt timp după aceea, Nelson se oprește pentru a vorbi cu locotenentul Thomas Hardy de pe bricul HMS Mutine, care luase prizonieri câțiva piloți din Alexandria. În timp ce Vanguard se oprește, restul flotei încetinește, ceea ce provoacă un decalaj între Zelous și Goliath și restul flotei. Pentru a contracara acest efect, Nelson îi ordonă lui HMS Theseus, comandat de căpitanul Ralph Miller, să se alăture lui Zealous și Goliath în avangardă. La ora 18, flota britanică își reia înaintarea, cu HMS Vanguard a șasea în linia de zece nave, Culloden tractată în spate spre nord și Alexander și Swiftsure care se grăbesc să le ajungă din vest. Fiecare flotă arborează culorile ei și fiecare navă britanică ridică un Union Jack, în cazul în care pavilionul principal ar fi smuls în timpul luptei. La 18.20 Guerrier și Conquérant deschid focul asupra navelor Zealous și Goliath ce se apropiau rapid de ele.

## Bătălia de la Abukir

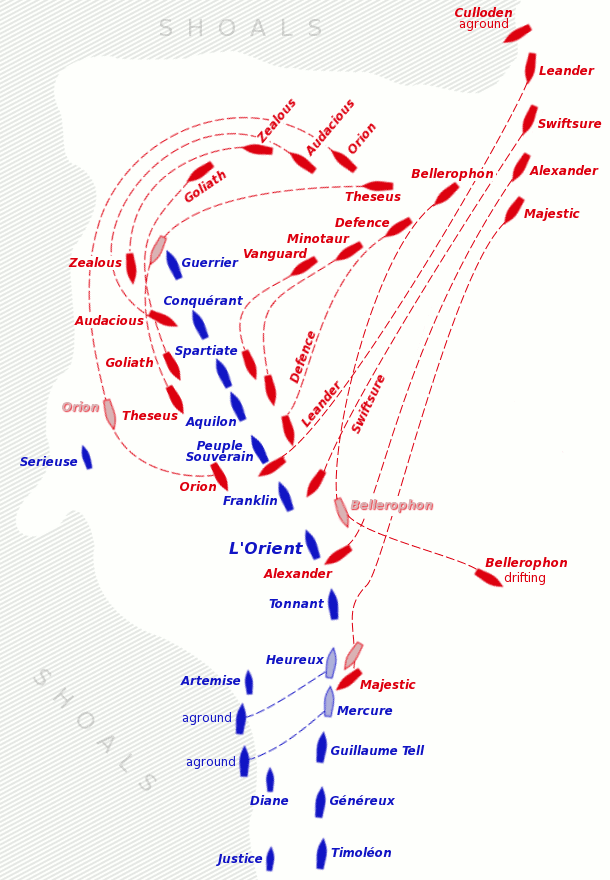
Harta cu pozițiile și mișcările navelor în 1 și 2 august 1798. Navele franceze sunt de culoare albastră, iar cele britanice de culoare roșie. Pozițiile intermediare ale navelor sunt prezentate cu o culoare mai deschisă. Harta a fost simplificată și diferă de text în câteva indicații minore.

La zece minute după ce francezii deschid focul, HMS Goliath, ignorând focul dinspre fort la tribord și dinspre Guerrier la babord, din care cea mai mare parte a proiectilelor trec pe deasupra, depășește capul liniei franceze. Căpitanul Thomas Foley observă că este un spațiu între Guerrier și bancuri. Din proprie inițiativă, Foley decide să exploateze această eroare tehnică și își schimbă cursul pentru a intra în acest spațiu. Prora lui Guerrier ajunge în raza de acțiune a lui Goliath, care deschide focul și provoacă daune serioase, înainte de a ajunge pe latura babord, total nepregătită a lui Guerrier și infanteria marină de la bord împreună cu o companie de grenadieri austrieci ce participă la atac, deschid focul cu muschetele lor. Foley prevăzuse să arunce ancora de-a lungul navei franceze, dar durează prea mult pentru a o coborî, iar nava sa o depășește pe Guerrier în întregime. Goliath, se oprește în cele din urmă lângă prora lui Conquérant și deschide focul asupra noului adversar, aruncând ocazional câteva ghiulele, de pe partea tribord, asupra fregatei Sérieuse și asupra vasului bombă Hercule, ancorate aproape de țărm. Atacul lui Foley este urmat de Hood, la bordul lui HMS Zelous, care depășește linia franceză și aruncă ancora alături de Guerrier în spațiul deschis de Foley și deschide focul asupra navei franceze. În mai puțin de cinci minute, catargul de la proră a lui Guerrier cade, ceea ce entuziasmează echipajele de pe celelalte nave britanice și face ca alte nave să li se alăture. Viteza atacului britanicilor îi ia prin surprindere pe francezi, ai căror căpitani se aflau încă în conferință la bordul lui L'Orient, când britanicii deschid focul. Căpitanul lui Guerrier, Jean François Thimothée Trullet, striga de pe șalupă echipajului său să riposteze tirului lui HMS Zelous.
HMS Orion a căpitanului James Saumarez, este a treia navă britanică care intră în luptă. Orion ocolește capul liniei de luptă și trece între linia principală și fregatele ancorate în apropierea coastei. În timpul manevrei, fregata Sérieuse deschide focul asupra lui Orion și rănește doi oameni. Convenția de război naval din acea perioadă, prevedea ca navele de linie să nu atace fregatele, dar deschizând primul focul, căpitanul Jean-Claude Martin încălcase regulamentul, iar Saumarez așteaptă să se apropie de fregată pentru a riposta. HMS Orion cu o singură lovitură laterală, distruge fregata, care apoi plutește în derivă și eșuează în bancurile de nisip. În timpul întârzierii cauzate de acest ocol, alte două nave britanice intră în luptă: HMS Theseus trece pe traseul deschis de Foley și aruncă ancora de-a lungul celei de-a treia nave franceze, Spartiate și, ancorată la babord, deschide focul. HMS Audacious, a căpitanului Davidge Gould, depășește linia franceză, aruncă ancora între Guerrier și Conquérant și deschide focul asupra celor două nave. HMS Orion se alătură luptei puțin mai la sud decât prevăzuse și deschide focul asupra celei de-a cincea nave franceze Peuple Souverain și asupra navei amiral a lui Blanquet, Franklin Următoarele trei nave britanice, cu HMS Vanguard în frunte, urmată de HMS Minotaur și HMS Defence, rămân în linie de luptă, ancorate pe linia tribord a liniei franceze, la ora 18.40. Nelson își concentrează tirul navei sale amiral asupra lui Spartiate, în timp ce căpitanul Thomas Louis de pe HMS Minotaur atacă Aquilon, iar căpitanul John Peyton, de pe HMS Defence își concentrează tirul asupra lui Peuple Souverain. Avangarda franceză este acum depășită numeric, iar următorele nave britanice, HMS Bellerophon și HMS Majestic, avansează spre centrul francez, care nu fusese încă angajat în luptă. Cele două nave atacă acum dușmani mult mai puternici și încep curând să sufere pagube importante: căpitanul Henry D'Esterre Darby eșuează în încercarea lui de a ancora lângă Franklin și se află sub focul bateriei principale a navei amiral L'Orient. Căpitanul George Blagdon Westcott de pe HMS Majestic, nu reușește să se oprească la timp și aproape se ciocnește de Heureux. Incapabilă să se oprească, focul lui Majestic se încurcă în pânzele lui Tonnant, care deschide focul asupra navei britanice. Amiralul Brueys este grav rănit la față și la mână în timpul schimbului de focuri cu Bellerophon Ultima navă a liniei britanice, HMS Culloden, sub comanda lui Troubridge, în întuneric, se apropie prea mult de insula Abukir și eșuează În ciuda eforturilor depuse de echipajele bricului Mutine și a lui HMS Leander, Culloden este împins de valuri spre recife și suferă daune severe la coca navei.

### Predarea avangardei franceze
La ora 19 se aprind luminile de semnalizare de pe catargele navelor britanice. În acest moment Guerrier și-a pierdut toate catargele și este grav avariată. În schimb HMS Zealous este prea puțin afectată: Hood o ținuse în afara bătăii bateriilor navelor franceze, iar Guerrier nu fusese pregătită pentru o luptă simultană pe ambele părți, cu bateriile de la babord blocate și hublourile tunurilor închise. Chiar dacă nava lor este devastată, echipajul lui Guerrier refuză să se predea și continuă să lupte cu puținele arme disponibile, în ciuda tirului lui HMS Zealous. În afara loviturilor de tun, Hood cere pușcașilor marini să tragă cu muschetele pe puntea francezilor, forțându-i pe marinari să se ascundă, dar căpitanul lui Guerrier nu se predă. Francezii se predau la ora 21, când Hood trimite o șalupă să ia cu asalt nava. Conquérant cedează mai repede, după ce sub tirul încrucișat a lui HMS Audacious și HMS Goliath își pierde toate cele trei catarge: la ora 19 își coboară culorile. Cu nava blocată și grav avariată, căpitanul Stephen Dalbarade, rănit mortal, capitulează. Spre deosebire de Zelous, HMS Goliath își pierde cea mai mare parte a tachelajelor, toate cele trei catarge sunt avariate și are 60 de victime. După ce își învinge adversarul, Gould de pe HMS Audacious, folosește un arc de ancoră pentru a deschide focul asupra lui Spartiate, următoarea navă în linia franceză. La vest de bătălie, Sérieuse se scufundă în apele joase ale golfului, în timp ce supraviețuitorii săi încearcă să ajungă la mal.

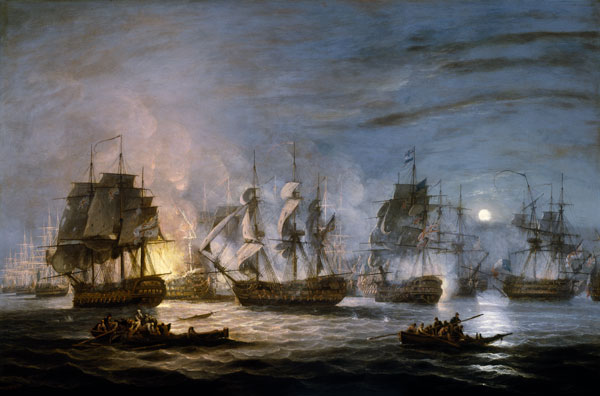
Bătălia de la Abukir de Thomas Luny, 1830

Atacat acum și de HMS Audacious, căpitanul lui Spartiate, Maxime Julien Emeriau, trebuie să facă față la trei adversari. După câteva minute cad toate cele trei catarge, dar Spartiate continuă să lupte până la ora 21, când căpitanul Emeriau grav rănit, capitulează. Chiar dacă Spartiate a luptat cu trei adversari, el a fost susținut și de vecinul său, HMS Aquilon, care, fapt unic de partea franceză, trebuia să înfrunte un singur adversar, HMS Minotaur. Căpitanul Antoine René Thevenard, își folosește arcul de pe lanțul ancorei pentru a pivota și realizează o lovitură asupra prorei navei amiralului Nelson, ce face mai mult de 100 de victime. Aproximativ la ora 20.30 Nelson este lovit peste ochiul orb de un șrapnel de pe Spartiate. O bucată de piele îi atârnă peste ochi, orbindu-l și se prăbușește în brațele căpitanului Edward Berry, care-l duce în cală. Crezând că este rănit de moarte spune "Sunt mort! Amintiții soției mele de mine" și cere să-l vadă pe capelanul Stephen Comyn. Rana este examinată imediat de chirurgul Michael Jefferson, care consideră că starea lui nu e critică, îl coase și îl bandajează. În ciuda ordinelor lui Jefferson de a se odihni, se întoarce pe punte cu puțin timp înainte de explozia lui L'Orient, pentru a supraveghea etapele finale ale luptei.